# Composizioni da Camera (Bellini)
La Composizioni da Camera es un conjunto  de quince composiciones para voz y piano del compositor de ópera italiano, Vincenzo Bellini.  Probablemente fueron compuestas en la década de 1820 mientras Bellini se encontraba en las ciudades italianas de Nápoles y Milán, antes de su partida a París.

## Publicación
Fueron publicadas por primera vez bajo el título Composizioni da Camera por el editor milanés Ricordi en 1935, en el centenario de la muerte de Bellini. Es poco probable que Bellini haya considerado estas obras como un conjunto. La colección consta de tres secciones principales. La primera es un grupo de seis composiciones de géneros variables, mientras que la segunda y tercera contienen tres y seis composiciones, respectivamente, llamados ariette.

## Estilo
El estilo general de estos trabajos es más sencillo y armonioso que los textos operísticos de Bellini. Mientras que las romanzas puede contener algunos elementos dramáticos, el arieta se ajusta a una melodía similar a la del canto como en Vaga luna, che inargenti. Este famoso ejemplo es estrófico y se canta con escaso acompañamiento. Este tipo de textura contrasta notablemente con las melodramáticas y emotivas arias de Bellini en óperas como Norma.
Aunque estas obras tienen pocas similitudes con el estilo operístico de principios del siglo XIX, es probable que alguna influencia popular, especialmente de la Sicilia natal de Bellini, haya inspirado sus melodías. La poesía es en la mayoría de los casos anónima y en respuesta a la temática romántica y floridas imágenes, Bellini ofrece melodías sobrias.

## Interpretaciones
Las Composizioni da Camera se han convertido en una de los recitales favoritos de muchos cantantes.  Este resurgimiento del interés en los trabajos no operísticos de Bellini pueden ser tal vez contribuidos (como la creciente popularidad de las canciones napolitanas) por las actuaciones de cantantes como Luciano Pavarotti.  El famoso tenor interpretó cinco de estas canciones en la Ópera Metropolitana junto con James Levine en un recital en 1988. Al igual que Pavarotti, la mayoría de los cantantes presentan sólo algunas selecciones de este trabajo. Del mismo modo, el orden del programa y la clave de cada pieza está abierta a la discreción del intérprete.

## Registros
- An Italian Songbook, Cecilia Bartoli (mezzo-soprano), James Levine (piano), contiene "Vaga luna che inargenti", "Por pietà, campana' ídolo mio", "Farfalletta", "Dolente immagine di fille mia", "Vanne, o rosa fortunata",  "Torna vezzosa fillide", "Il fervido desiderio", "Malinconia, ninfa gentil", y "L'abbandono". Etiqueta: Decca
- Luciano Pavarotti - Recital Vivo, Luciano Pavarotti (tenor), Leone Magiera (piano), contiene "Dolente immagine di fille mia", "Malinconia, ninfa gentil", "Vanne, o rosa fortunata", "Bella Niza, che d'amore" y "Ma rendi pur contento". Etiqueta: Decca